# Амадей III (граф Савойи)
Амадей (Амедей) III (фр. Amédée III de Savoie ou de Savoie-Maurienne, итал. Amedeo III di Savoia; 1095 — август 1148) — граф Савойи и Морьена с 1103 года. Сын Гумберта II Савойского и Гизелы Бургундской, дочери графа Бургундии Гильома I. Амадей любил пышные титулы и называл себя герцогом Ломбардии, Бургундии и Шабле, викарием Священной римской империи.

## Биография
Амадей III помог реставрировать аббатство Мен-Морис д’Агон — место коронации бургундских королей, в котором он сам был светским аббатом до 1147 года. Он также основал аббатства Сен-Сюльпис в Бюже, Тамье в Боже и Откомб на озере Бурже.
В 1128 году Амадей расширил свою сеньорию Шабле, присоединив к ней территорию от Арва до Дранс д’Абонданс со столицей в Сен-Морисе. Несмотря на свою женитьбу на Маго д’Альбон, он враждовал с её братом — дофином Гигом IV. После того, как Гиг IV погиб в битве при Монмельяне, французский король Людовик VI, женатый на сестре Амадея Аделаиде де Морьен, попытался конфисковать Савойю. Этому помешало заступничество Петра Отшельника и обещание участвовать в крестовом походе.
Крестовый поход под предводительством Людовика VII начался в 1147 году. Чтобы снарядить свой отряд, Амадей занял деньги у аббатства Сен-Сюльпис.
Достигнув малоазиатского города Адалья, крестоносцы морем отправились в Антиохию, по пути сделав остановку на Кипре. Там Амадей III заболел и в апреле 1148 года умер и был похоронен в церкви Святого Креста в Никосии. В Савойе ему наследовал сын Гумберт III под регентством епископа Лозанны.

## Семья и дети
От первой жены Аделаиды детей у Амадея не было. В 1123 году он женился на Маго д’Альбон (ок. 1110—1145), сестре дофина Виеннского Ги IV. В этом браке родилось 10 детей:
- Элиза (1123 — ?), жена Гумберта де Боже
- Мо (Мафальда) (1125—1172), жена Альфонса I Португальского
- Агнесса (1125—1172), жена женевского графа Гильома I
- Гумберт III Счастливый (1136—1188), граф Савойи
- Жан
- Петр
- Гильом
- Маргарита (ум. 1157)
- Изабелла
- Жулиана (ум. 1194), аббатиса монастыря Сен-Андре-ле-О.